# Palazzo Ricci

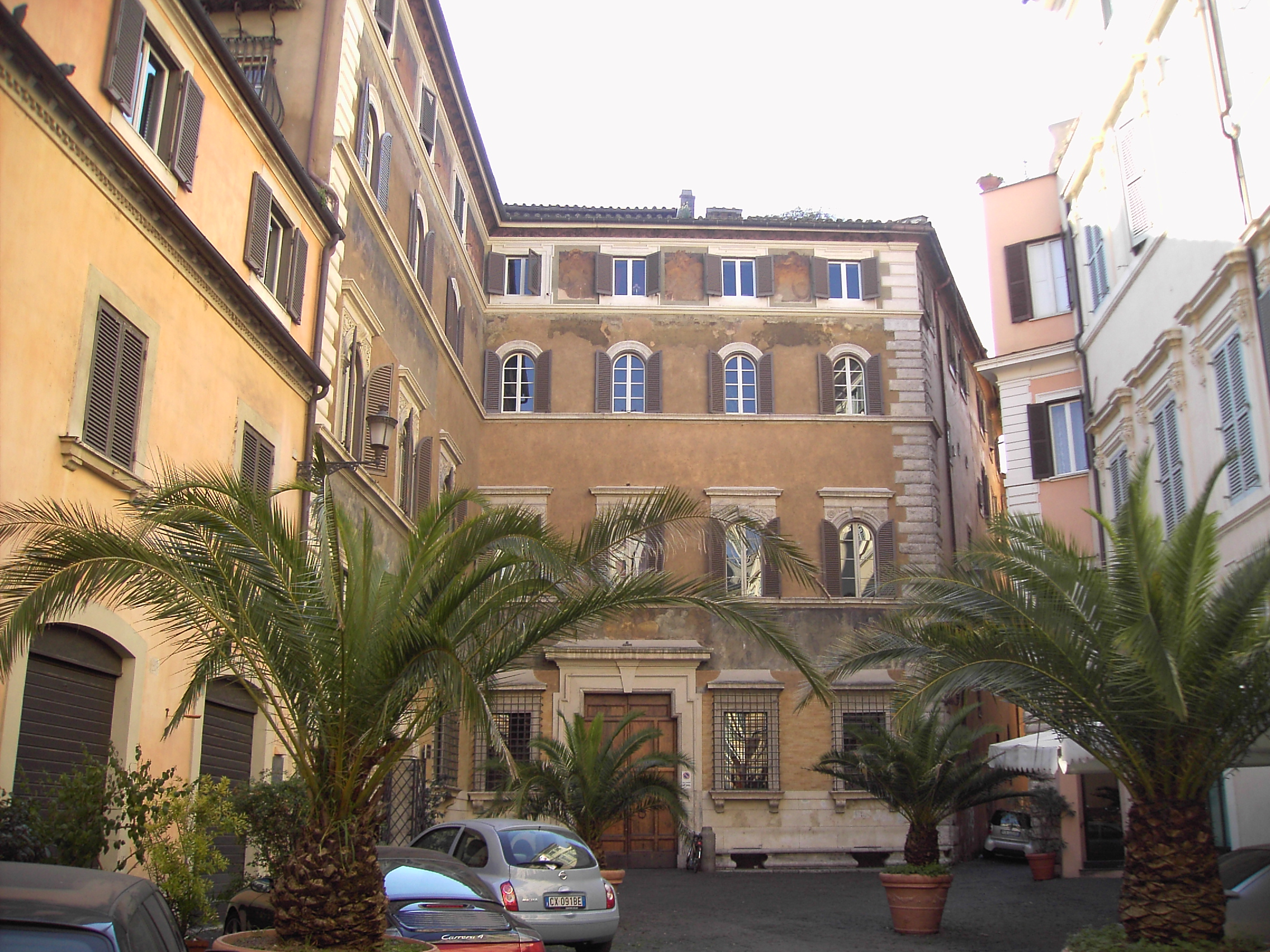
Vista do palácio na Piazza Ricci (antes da restauração recente). Do outro lado da praça está o Palazzo d'Aste.

Palazzo Ricci é palácio renascentista localizado no número 146 da Via Giulia, no rione Regola de Roma, conhecido por sua fachada. Ele fica de frente para uma praça que leva seu nome, formando um ângulo. Sua característica fachada é decorada por afrescos realizados em 1525 por Polidoro da Caravaggio, um pupilo de Rafael, e Maturino da Feltre. 

## História
O edifício, propriedade originalmente dos Calcagni, nobres toscanos presentes em Roma desde o final do século XV, foi construído por Nanni di Baccio Bigio e passou para os Del Bene, responsáveis pela esplêndida decoração da fachada que deu fama ao palácio. Em 1533, os Del Bene venderam o palácio ao monsenhor Fábio Arcella, arcebispo de Cápua e de Bisignano, que o ampliou. Em 1542, a propriedade passou para Luigi Gaddi e dele para Costanza Farnese, que viveu ali e o ampliou ainda mais. Quando ela morreu, em 1545, a propriedade passou para seu filho, o cardeal Guido Ascanio Sforza, até que, em 1577, o edifício foi adquirido pel Giulio Ricci, que se mudou para lá vindo do Palazzo Sacchetti, que fica na mesma rua. Ele era sobrinho do cardeal Giovanni Ricci de Montepulciano, que começou a construção da Villa Medici. O filho deste, Orazio Ricci, já era proprietário de uma pequena casa perto da Piazza di Pasquino, no rione Parione, decorada com seu nome e seu símbolo heráldico (um porco-espinho, que em italiano é "riccio").
O empenho de sua família na reestruturação do edifício foi notável, mas a maior parte das atenções se voltou para a decoração no exterior. Com base em gravuras do século XVII, conclui-se que Luigi Fontana decorou nesta época o segundo e o terceiro piso. Outra restauração do palácio ocorreu no século XX pelo monsenhor Giuseppe Ricci Paracciani Bergamini, que determinou a renovação principalmente das pinturas mais antigas do piso térreo, que representam a "História de Múcio Cévola".
Na esquina do palácio com a Via di Sant'Aurea está um baldaquino de estuque protegendo uma cornija oval, também em estuque, no interior da qual está uma imagem do século XVII de "Nossa Senhora da Oração" pintada a óleo, assim chamada por que suas mãos estão em posição de oração. À volta da cornija pendem festões de flores e fitas, acima está uma rica guirlanda de rosas e abaixo, uma pequena cabeça alada.